# Wurtzbourg Baskets
Maillots
Le Wurtzbourg Baskets est un club allemand de basket-ball, à Wurtzbourg (Bavière). Le club évolue en Basketball-Bundesliga, soit le premier niveau du championnat d'Allemagne de basket-ball, pour la saison 2016-2017.

## Historique
Le s.Oliver Baskets Wurtzbourg est fondé en 2007 afin de remplacer le club original de la ville, connu sous le nom de DJK Würzburg, signifiant Deutsche Jugendkraft (littéralement, Puissance de la jeunesse allemande) et qui était affilié au Deutsche Jungend Kraft, une association sportive affiliée à l'Église catholique en Allemagne.
En 2007, l'homme d'affaires américain Jochen Bähr acquiert une licence dans la ligue régionale pour une nouvelle équipe à Wurtzbourg dans l'objectif d'intégrer la ProA d'ici quelques saisons.
En 2011, le Wurtzbourg Baskets, désormais nommé s.Oliver Baskets (d'après le nom du sponsor s.Oliver (en)), est promu de la ProA (la deuxième division allemande) à la Basketball-Bundesliga. Au terme de la saison 2013-2014, le club retrouve la ProA.

## Palmarès
Finaliste de la Coupe d'Europe FIBA 2019

## Anciens logos

2010-2016

## Joueurs et personnalités du club

### Entraîneurs
Le tableau suivant présente la liste des entraîneurs du club depuis 1920.
| Rang | Nom                         | Période   |
| ---- | --------------------------- | --------- |
| 1    | ?                           | 1920-1998 |
| 2    | Klaus Pernecker & Pit Stahl | 1998-2000 |
| 3    | Gordon Herbert              | 2000-2001 |
| 4    | Pit Stahl                   | 2001      |
| 5    | Mindaugas Lukošius          | 2001-2002 |

| Rang | Nom                  | Période   |
| ---- | -------------------- | --------- |
| 6    | Keith Gray           | 2002-2003 |
| 7    | Aaron McCarthy       | 2003-2005 |
| 8    | Cessation d'activité | 2005-2007 |
| 9    | Ivo Nakić            | 2007-2008 |
| 10   | Harald Borst         | 2008      |

| Rang | Nom               | Période   |
| ---- | ----------------- | --------- |
| 11   | Berthold Bisselik | 2008-2010 |
| 12   | Marcel Schröder   | 2010-2011 |
| 13   | John Patrick      | 2011-2012 |
| 14   | Marcel Schröder   | 2012-2013 |
| 15   | Michael Meeks     | 2013      |

| Rang | Nom              | Période   |
| ---- | ---------------- | --------- |
| 16   | Stefan Koch      | 2013-2014 |
| 17   | Douglas Spradley | 2014-2016 |
| 18   | Dirk Bauermann   | 2016-2018 |
| 19   | Denis Wucherer   | 2018-2021 |
| 20   | Sašo Filipovski  | 2021-     |

### Joueurs emblématiques
- Robert Garrett
- Dirk Nowitzki
- Denis Wucherer
- /  Demond Greene
- Marcellus Sommerville
- Tweety Carter
- Devin Searcy